# Dolceluna
Dolceluna (魔法のエンジェルスイートミント?, Mahō no enjeru Suīto Minto, Mahō no angel Sweet Mint, lett. "L'angelo della magia Sweet Mint") è un anime mahō shōjo, prodotto da Ashi Productions e trasmesso in Giappone su TV Tokyo tra il maggio 1990 e il marzo 1991. In Italia è stato trasmesso su Canale 5 tra il settembre 1991 e il gennaio 1992, con un totale di 46 dei 47 episodi trasmessi.

## Trama
Dolceluna, principessa del regno della magia, al compimento del suo dodicesimo compleanno viene mandata sulla Terra per volontà del re Felice e della regina Lilly, suoi genitori, per riportare i sogni fra gli esseri umani al fine di salvare il regno dalla distruzione. Viene accolta dalla zia Tilde trasferitasi sulla Terra da diversi anni, dove gestisce un piccolo negozietto chiamato Happy Shop. Qui, Dolceluna, seguita dalla sua fedele mascotte, il pinguino blu Cippi, fa la conoscenza di tanti amici, in particolare di Leo e Gaia, due ragazzi che insieme al piccolo Pepito sono i soli a conoscere il segreto di Dolceluna.

## Personaggi
Dolceluna (ミント?, Minto)
Doppiata da: Hiroko Kasahara (ed. giapponese), Marina Massironi (ed. italiana)
La protagonista della storia, principessa del regno della magia viene mandata sulla terra per riportare i sogni fra gli esseri umani, ragazzina dai lunghi codini celesti dal carattere vivace, grintoso e a momenti un po' sbadata. Ha 12 anni. Indossa un bracciale magico che alla formula "Magica felicità, adesso fai breccia trasformati in freccia" fuoriesce un arco con freccia magico che le consente di trasformarsi in varie versioni di ragazza adulta.
Cippi (ワッフル?, Waffuru)
Doppiato da: Yuriko Fuchizaki (ed. giapponese), Paola Tovaglia (ed. italiana)
Un piccolo pinguino blu che sta sempre al fianco di Dolceluna, anche lui proviene dal regno della magia.
Leo (プラム?, Puramu)
Doppiato da: Nozomu Sasaki (ed. giapponese), Luigi Rosa (ed. italiana)
Amico di Dolceluna, è un ragazzo fifone, imbranato che non sa nuotare e né andare in bicicletta. Ha 12 anni. È sempre il primo a dare manforte a Dolceluna nei momenti più difficili.
Gaia (ナッツ?, Nattsu)
Doppiata da: Sakiko Tamagawa (ed. giapponese), Adriana Libretti (ed. italiana)
Migliore amica di Dolceluna, è una ragazza dal carattere timido, dolce e comprensivo. Ha 12 anni. È spesso occupata a gestire il negozio della felicità al posto di Dolceluna.
Pepito (タクト?, Takuto)
Doppiato da: Yuriko Fuchizaki (ed. giapponese), Marcella Silvestri (ed. italiana)
Ragazzino estroverso, birichino e molto sveglio per essere il più piccolo del gruppo, nutre molti sospetti per quanto riguarda il segreto di Dolceluna. Ha 6 anni. Viaggia sempre per la città con la sua bicicletta investendo il più delle volte i passanti e gli animali della città. Si caccia spesso nei guai, ma riesce sempre a uscirne. È innamorato pazzo della piccola Daisy.
Zia Tilde (ハーブおばさん?, Hābu oba-san)
Doppiata da: Hiroko Maruyama (ed. giapponese), Caterina Rochira (ed. italiana)
Sorella maggiore del re della magia, nonché zia di Dolceluna, gestisce apparentemente il negozio della felicità, standosene sempre seduta al tavolo a bere tè e a mangiare dolci e pasticcini. Nonostante i suoi sforzi per perdere peso, l'impresa di dimagrire non riuscirà.
Daisy (デイジー?, Deijī)
Doppiata da: Kumiko Nishihara (ed. giapponese), Donatella Fanfani (ed. italiana)
Bambina dai capelli biondissimi, è l'ipotetica fidanzatina di Pepito. Appare in due o tre episodi della serie.
Dottor Thomas (トーマス博士?, Tōmasu-hakase)
Doppiato da: Hiroshi Maruoka (ed. giapponese), Enrico Carabelli (ed. italiana)
Un vecchietto che si diletta a preparare invenzioni che non hanno alla fine un buon esito. È un caro amico di Pepito.
Freddy (トラッディー?, Toraddī)
Doppiato da: Atsushi Ii (ed. giapponese)
Definito "il mago nella nebbia", abita nel regno della magia e conosce Dolceluna fin da piccola. Scende sulla Terra per controllare l'operato di quest'ultima. È presente negli episodi 26, 43 e 47.
Re Felice (スイートコーン王様?, Suītokōn Ōsama)
Doppiato da: Mahito Tsujimura (ed. giapponese), Antonio Paiola (ed. italiana)
Il papà di Dolceluna, re del regno della magia. Rispecchia molto il carattere della figlia.
Regina Lilly (ライム王妃様?, Raimu Ōhi-sama)
Doppiata da: Kumiko Takizawa (ed. giapponese), Irene Scalzo (ed. italiana)
La madre di Dolceluna, regina del regno della magia. Pacata, bella e attraente, sa dare sempre i consigli giusti alla figlia.

## Anime
L'anime, prodotto da Ashi Productions, è composto da 47 episodi, andati in onda su TV Tokyo dal 2 maggio 1990 al 27 marzo 1991.
In Italia è stato acquistato da Mediaset ed è stato trasmesso su Canale 5 dal 18 settembre 1991 al 1º gennaio 1992 a giornate alterne all'interno del contenitore Bim Bum Bam. La versione italiana presenta, oltre al cambio dei nomi dei personaggi, qualche censura, volta principalmente a tagliare brevi sequenze che contenevano scritte in giapponese. L'episodio 36 non è mai stato trasmesso in nessuna delle messe in onda italiane.

### Episodi
| Nº | Titolo italiano Giapponese 「Kanji」 - Rōmaji - Traduzione letterale                                                                      | In onda           | In onda           |
| Nº | Titolo italiano Giapponese 「Kanji」 - Rōmaji - Traduzione letterale                                                                      | Giapponese        | Italiano          |
| 1  | Il negozio della felicità 「本日開店魔法ショップ」 - Honjitsu kaiten mahō shoppu – "Il negozio magico apre oggi"                          | 2 maggio 1990     | 18 settembre 1991 |
| 2  | La febbre della strega 「魔女熱でたいへ～ん！」 - Majo netsu de taihe~n! – "Che guaio~ la febbre della strega!"                           | 9 maggio 1990     | 20 settembre 1991 |
| 3  | Gli occhiali felici 「すてきな街は何の色？」 - Sutekina machi wa nani no iro? – "Di che colore è una bella città?"                        | 16 maggio 1990    | 23 settembre 1991 |
| 4  | Ali splendenti 「はばたいてきらめき鳥」 - Habataite kirameki tori – "Svolazza uccello splendente"                                         | 23 maggio 1990    | 25 settembre 1991 |
| 5  | Torta di mele con amore 「すてきなパイはいかが」 - Sutekina pai wa ikaga – "Che ne dici di una bella torta"                               | 30 maggio 1990    | 27 settembre 1991 |
| 6  | Un nuovo amico 「迷犬ドンの物語」 - Meiken Don no monogatari – "La storia del cane randagio Don"                                          | 6 giugno 1990     | 30 settembre 1991 |
| 7  | Caccia al tesoro 「魔法の世界へ大冒険！？」 - Mahō no sekai he daibōken!? – "Grande avventura verso il mondo della magia!?"               | 13 giugno 1990    | 2 ottobre 1991    |
| 8  | Una timida pianista 「がんばれ豆ピアニスト」 - Ganbare mame pianisuto – "Forza pianista"                                                  | 20 giugno 1990    | 4 ottobre 1991    |
| 9  | La foto rivelatrice 「逆転！いたずらボーイ」 - Gyakuten! Itazura bōi – "Inversione! Ragazzo dispettoso"                                   | 27 giugno 1990    | 7 ottobre 1991    |
| 10 | Campo dei sogni 「それゆけトアルナイツ」 - Soreyuke toarunaitsu – "Continua Tual Nights"                                                  | 4 luglio 1990     | 9 ottobre 1991    |
| 11 | Bebè a passeggio 「こんにちは小さな天使」 - Konnichiwa chīsana tenshi – "Salve piccolo angelo"                                            | 11 luglio 1990    | 11 ottobre 1991   |
| 12 | Vita da spiaggia 「風をつかんだ夏の海⋯」 - Kaze wo tsukanda natsu no umi… – "Il mare d'estate che il vento cattura…"                      | 18 luglio 1990    | 14 ottobre 1991   |
| 13 | Benvenuti nel libro magico 「ようこそ絵本ワールド」 - Yōkoso ehon wārudo – "Benvenuti nel mondo dei libri illustrati"                     | 25 luglio 1990    | 16 ottobre 1991   |
| 14 | Il regalo di zio Jones 「木馬がくれたおもいで」 - Mokuba ga kureta omoide – "Il cavallo che porta il ricordo"                             | 1º agosto 1990    | 18 ottobre 1991   |
| 15 | Quella graziosa signorina 「おかえり大好きなパパ」 - Okaeri daisukina papa – "Bentornato amato papà"                                      | 8 agosto 1990     | 21 ottobre 1991   |
| 16 | Un piacevole incontro 「街で出会った王子さま」 - Machi de deatta ōji-sama – "Il principe che ho incontrato in città"                      | 15 agosto 1990    | 23 ottobre 1991   |
| 17 | La nave fantasma 「幽霊船がやってきた！？」 - Yūreibune ga yattekita!? – "È arrivata una nave fantasma!?"                                 | 22 agosto 1990    | 25 ottobre 1991   |
| 18 | Michael, il procione 「タクトの探偵大作戦！？」 - Takuto no tantei daisakusen!? – "La grande strategia da detective di Pepito!?"          | 29 agosto 1990    | 28 ottobre 1991   |
| 19 | Il maggiolino torna a casa 「ミラクルカーの大脱走」 - Mirakuru kā no dai dassō – "La grande fuga dell'auto miracolosa"                    | 5 settembre 1990  | 30 ottobre 1991   |
| 20 | Caccia al ladro 「宝石泥棒をつかまえろ」 - Hōseki dorobō wo tsukamaero – "Catturiamo il ladro di gioielli"                                | 12 settembre 1990 | 1º novembre 1991  |
| 21 | La regina diventa una star 「ママはとんでる１７歳」 - Mama wa tonderu 17-sai – "La mamma ha 17 anni"                                      | 19 settembre 1990 | 4 novembre 1991   |
| 22 | Addio poteri magici 「夢見鳥を追いかけろ」 - Yumemi tori wo oikakero – "Inseguiamo gli uccelli che sognano"                               | 26 settembre 1990 | 6 novembre 1991   |
| 23 | I giocattoli si ribellano 「おもちゃたちの大反乱」 - Omocha-tachi no dai hanran – "La grande ribellione dei giocattoli"                   | 3 ottobre 1990    | 8 novembre 1991   |
| 24 | Dracula, il vampiro 「ドラキュラ大パニック」 - Dorakyura dai panikku – "Il grande panico di Dracula"                                      | 10 ottobre 1990   | 11 novembre 1991  |
| 25 | Il conte del lunedì 「月曜日のステキな伯爵」 - Getsuyōbi no sutekina hakushaku – "Un magnifico conte del lunedì"                          | 17 ottobre 1990   | 13 novembre 1991  |
| 26 | Un mago nella nebbia 「魔法使いトラッディ」 - Mahōtsukai Toraddi – "Il mago Freddy"                                                       | 24 ottobre 1990   | 15 novembre 1991  |
| 27 | Naole il pinguino rosa 「南極から来たペポリン」 - Nankyoku kara kita Peporin – "Peporin venuta dal Polo Sud"                              | 31 ottobre 1990   | 18 novembre 1991  |
| 28 | L'invenzione del dott. Thomas 「へんてこ博士の大発明」 - Henteko hakase no dai hatsumei – "La grande invenzione del Dr. Henteko"          | 7 novembre 1990   | 20 novembre 1991  |
| 29 | Le microavventure di Leo 「プラムのミクロ探検隊」 - Puramu no mikuro tanken-tai – "Le micro spedizioni di Leo"                            | 14 novembre 1990  | 22 novembre 1991  |
| 30 | Dolceluna addio 「さよなら？！魔法の天使」 - Sayonara?! Mahō no tenshi – "Addio?! Angelo della magia"                                     | 21 novembre 1990  | 25 novembre 1991  |
| 31 | La balena volante 「クジラくん空をゆく？！」 - Kujira-kun sora wo yuku?! – "La balena va nel cielo?!"                                     | 28 novembre 1990  | 27 novembre 1991  |
| 32 | Non piangere Cippi! 「ごめんねワッフル」 - Gomenne Waffuru – "Scusa Cippi"                                                                | 5 dicembre 1990   | 29 novembre 1991  |
| 33 | Il campione di sci 「情熱をスキーに乗せて」 - Jōnetsu wo sukī ni nosete – "Metti passione nello sci"                                      | 12 dicembre 1990  | 2 dicembre 1991   |
| 34 | Babbo Natale è in città 「クリスマスは夢気分！」 - Kurisumasu wa yume kibun! – "Il Natale è una sensazione da sogno!"                     | 19 dicembre 1990  | 4 dicembre 1991   |
| 35 | Il vasetto magico 「魔法の壷がこんにちは」 - Mahō no tsubo ga konnichiwa – "Salve vasetto magico"                                         | 26 dicembre 1990  | 6 dicembre 1991   |
| 36 | 「おめざめ？！イバラ姫」 - O mezame?! Ibara hime – "Si è svegliata?! Bella addormentata"                                                  | 9 gennaio 1991    | non trasmesso     |
| 37 | Il folletto della neve 「雪の使いが落ちてきた」 - Yuki no tsukai ga ochite kita – "Il folletto della neve è arrivato cadendo"             | 16 gennaio 1991   | 9 dicembre 1991   |
| 38 | Una giostra al tramonto 「夕暮れの回転木馬」 - Yūgure no kaiten mokuba – "Una giostra dei cavalli al crepuscolo"                          | 23 gennaio 1991   | 11 dicembre 1991  |
| 39 | Cenerentola per un istante 「シンデレラはナッツ？！」 - Shinderera wa Nattsu?! – "Cenerentola è Gaia?!"                                   | 30 gennaio 1991   | 13 dicembre 1991  |
| 40 | Una giornata miracolosa 「タクトのふしぎな一日」 - Takuto no fushigina tsuitachi – "La misteriosa giornata di Pepito"                     | 6 febbraio 1991   | 16 dicembre 1991  |
| 41 | Uno strano personaggio 「へんてこ博士パート２」 - Henteko hakase pāto 2 – "Dr. Henteko parte 2"                                           | 13 febbraio 1991  | 18 dicembre 1991  |
| 42 | Un paio d'ali magiche 「魔法の翼で夢に飛べ！」 - Mahō no tsubasa de yume ni tobe! – "Vola dai tuoi sogni con ali magiche!"                | 20 febbraio 1991  | 20 dicembre 1991  |
| 43 | L'uovo portafortuna 「金色卵のファンラック」 - Kin'iro tamago no fan rakku – "L'uovo d'oro"                                               | 27 febbraio 1991  | 23 dicembre 1991  |
| 44 | Il potere degli angeli 「天使は綿雲のむこうに」 - Tenshi wa watagumo no mukou ni – "Gli angeli stanno al di sopra delle nuvole di cotone" | 6 marzo 1991      | 25 dicembre 1991  |
| 45 | Mia cara Dolceluna 「小さな彼がやってきた」 - Chīsana kare ga yattekita – "È arrivato un piccolo lui"                                     | 13 marzo 1991     | 27 dicembre 1991  |
| 46 | La stella dei tuoi sogni 「希望をくれたほうき星」 - Kibō wo kureta hōkiboshi – "La grande stella che ci ha dato speranza"                 | 20 marzo 1991     | 30 dicembre 1991  |
| 47 | Un dolce ricordo 「いつかきっとどこかで」 - Itsuka kitto dokokade – "Un giorno sicuramente da qualche parte"                              | 27 marzo 1991     | 1º gennaio 1992   |

### Colonna sonora
La sigla italiana, scritta da Alessandra Valeri Manera con la musica di Piero Cassano e di Paolo Marino ed interpretata da Cristina D'Avena, presenta un arrangiamento completamente diverso dalle originali e viene usata sia in apertura che in chiusura. Il brano è stato poi incluso in alcuni album della cantante, ovvero Fivelandia 9 – Le più belle sigle originali dei tuoi amici in TV (1991), Amiche del cuore (1999) e Ma che magia (2007).
Sigla di apertura
- Fushigi no kuni no Sweet Mint (不思議の国のスイートミント?), di Hiroko Kasahara

Sigla di chiusura
- Mint no yume ryokō (ミントの夢旅行?), di Hiroko Kasahara

Sigla di apertura e di chiusura italiana
- Dolceluna, di Cristina D'Avena

Intermezzo
- Tenshi-tachi wa nemurenai (天使たちは眠れない?), di Nozomu Sasaki
- Neko ni MATATABI (猫にＭＡＴＡＴＡＢＩ?), di Yuriko Fuchizaki
- Paradise GOGO (パラダイスＧＯＧＯ?), di Hiroko Kasahara
- See you again, di Sakiko Tamagawa

## Manga
In contemporanea alla trasmissione dell'anime, tra il luglio e il settembre 1990, è stato pubblicato in Giappone sulla rivista Nakayoshi un adattamento manga in 2 volumi editi dalla Kōdansha, ad opera di Akira Okeya.

## CD e DVD
Tra il 1990 e il 1991 sono usciti da parte della Youmex diversi CD contenenti le canzoni dell'anime e le sue sigle. Alcuni brani sono contenuti in CD non strettamente legati alla serie, come nelle discografie personali delle cantanti dell'anime. La EMI Toshiba si è occupata di raccogliere la serie in LD e VHS, mentre la Starchild ha curato l'uscita in DVD.
| Nº | Titolo CD                                                                                                   | Numero tracce | Data uscita       |
| -- | --- | ------------- | ----------------- |
| 1  | Mahō no angel Sweet Mint (魔法のエンジェルスイートミント?)                                                  | 4             | 18 luglio 1990    |
| 2  | Mahō no angel Sweet Mint Original Soundtrack (魔法のエンジェルスイートミント オリジナル・サウンドトラック?) | 17            | 27 settembre 1990 |

| Nº | Titolo LD                                                                                         | Data uscita    |
| -- | ------------------------------------------------------------------------------------------------- | -------------- |
| 1  | Mahō no angel Sweet Mint Best Selection 1 (魔法のエンジェルスイートミント ベストセレクション １?) | 10 maggio 1991 |
| 2  | Mahō no angel Sweet Mint Best Selection 2 (魔法のエンジェルスイートミント ベストセレクション ２?) | 7 giugno 1991  |
| 3  | Mahō no angel Sweet Mint Best Selection 3 (魔法のエンジェルスイートミント ベストセレクション ３?) | 5 luglio 1991  |

| Nº | Titolo DVD                                                                        | Data uscita  |
| -- | --------------------------------------------------------------------------------- | ------------ |
| 1  | Mahō no angel Sweet Mint DVD Box (魔法のエンジェルスイートミント ＤＶＤボックス?) | 3 marzo 2004 |

## Libri
Sono stati pubblicati da Shogakukan due libri di 17 pagine ciascuno.
1. Mahō no angel Sweet Mint 1 - Shiawase Shop e yōkoso (魔法のエンジェルスイートミント１ しあわせショップへようこそ?), Shogakukan, 1990, ISBN 4-09113-341-X.[7]
2. Mahō no angel Sweet Mint 2 - Akachan wa komattachan (魔法のエンジェルスイートミント２ あかちゃんはこまったちゃん?), Shogakukan, 1990, ISBN 4-09113-342-8.[8]

## Trasmissioni e adattamenti nel mondo
L'anime è stato trasmesso, oltre che in Giappone e in Italia, anche in diversi Paesi in tutto il mondo. In Spagna è stata trasmessa la stessa edizione mandata in onda in Italia, poiché la rete televisiva Telecinco è di proprietà di Mediaset; la sigla utilizzata è cantata da Soledad Pilas Santos. La sigla in Corea del Sud segue lo stesso arrangiamento dell'originale, traducendone solo il testo.
| Stato         | Canale/i televisivo | Data prima TV              | Titolo                                    |
| ------------- | ------------------- | -------------------------- | ----------------------------------------- |
| Brasile       | Fox Kids            | 1999                       | As Aventuras Mágicas de Mint              |
| Corea del Sud | KBS                 | 24 gennaio – 4 aprile 1995 | Ppyororong kkomamanyeo (뾰로롱 꼬마마녀?) |
| Spagna        | Telecinco           | 1993                       | Dulce luna                                |
| Taiwan        |                     |                            | Huān huān xiānzǐ (欢欢仙子S)              |